# NK Tomislav Šag
NK Tomislav je nogometni klub iz Šaga, naselja u sastavu grada Valpova u Osječko-baranjskoj županiji.
NK Tomislav je član Nogometnog središta Valpovo te Županijskog nogometnog saveza Osječko-baranjske županije.
U klubu treniraju trenutačno i natječu se samo seniori u sklopu 3. ŽNL Osječko-baranjske Lige NS Valpovo.

## Vanjske poveznice
- Službene stranice grada Valpova